# Boulos Nassif Borkhoche
Boulos Nassif Borkhoche (ur. 7 października 1932 w Dżun, zm. 4 lutego 2021 w Harisa) – libański duchowny melchicki posługujący w Syrii, w latach 1983-2011 arcybiskup Bosry i Hauranu.

## Życiorys
Święcenia kapłańskie przyjął 14 września 1960. 14 czerwca 1983 został prekonizowany arcybiskupem Bosry i Hauranu. Chirotonię biskupią otrzymał 3 lipca 1983. 6 września 2011 przeszedł na emeryturę.